# Dick Elffers

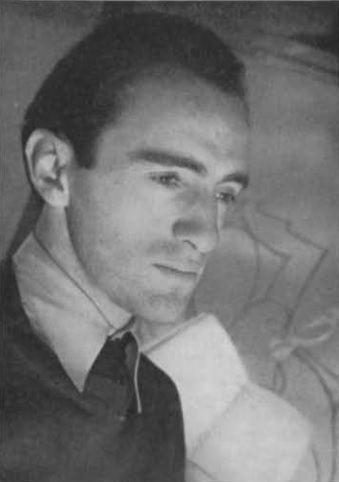
Dick Elffers

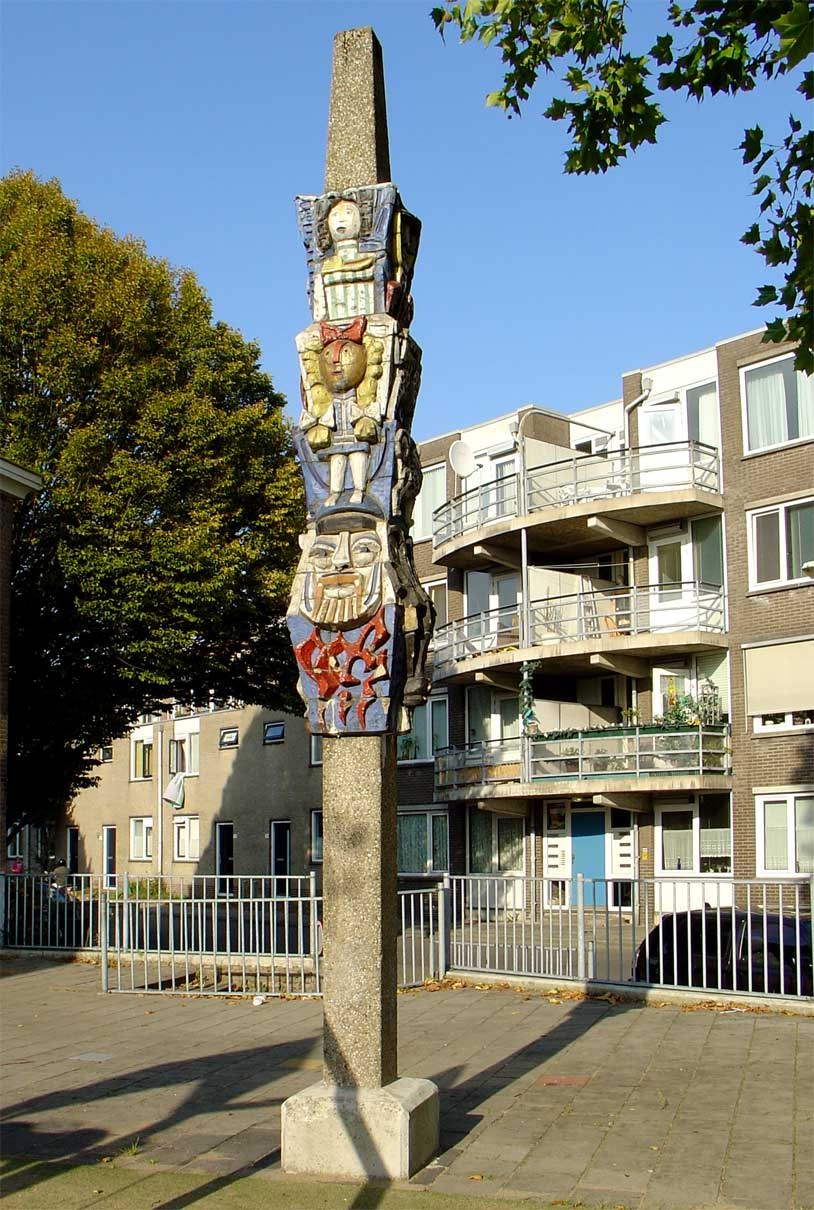
Totempfahl von Dick Elffers – in Gouda (1961)

Dirk Cornelis (Dick) Elffers  (* 9. Dezember 1910 in Rotterdam, Niederlande; † 17. Juni 1990 in Amsterdam) war ein vielseitiger niederländischer Künstler.

## Leben und Werk
Elffers studierte an der graphischen Abteilung der Akademie der Bildenden Künste in Rotterdam. Er entwickelte sich zu einem vielseitigen Künstler: Er war als Zeichner, Maler, Grafiker, (auch als Gebrauchsgrafiker), Bildhauer, Keramiker, Buchillustrator, Schriftentwerfer und Fotograf tätig.
Im Jahr 1964 wurden Arbeiten von ihm (Plakatgestaltungen) auf der documenta III in Kassel in der Abteilung Graphik gezeigt.
Neben seinen Tätigkeiten als Künstler war er von 1970 bis 1976 Lehrer an der Kunsthochschule in ’s-Hertogenbosch. Elffers erhielt für seine Arbeit den staatlichen Preis für Typografie.
Elffers Arbeiten sind Teil der Sammlung des Jüdischen Museum in Amsterdam. Elffers arbeitete auch als Designer für das Rijksmuseum in Amsterdam.
Die Ausstellung Golden Age, über die Höhepunkte des niederländischen Grafik-Designs der letzten 100 Jahre, die 2008 und 2009 gezeigt wird, widmet reichlich Aufmerksamkeit auf die Arbeiten von Elffers. Im Jahr 2008 war diese Ausstellung in Bukarest, Sofia, Budapest, Madrid und im Graphic Design Museum in Breda zu sehen.
Elffers war mit der Fotografin Emmy Andriesse (1914–1953) verheiratet.